# Ред и закон: Организовани криминал (2. сезона)
Друга сезона серије Ред и закон: Организовани криминал је премијерно емитована на каналу НБЦ од 23. септембра 2021. године до 19. маја 2022. године. Сезону су продуцирали "Wolf Entertainment" и "Universal Television". Сезона је премијерно приказана 23. септембра 2021. и садржи 22 епизоде. Сезона је завршена 19. маја 2022. године.

## Глумачка постава
Тамара Тејлор и Дилан Мекдермот су напустили главну поставу након епизоде "Човек без идентитета", али су се вратили од епизоде "Божићна" до епизоде "... То је Витли Стаблеру". Након епизодног појављивања у току сезоне, Нона Паркер-Џонсон је унапређена у главну поставу у епизоди "Преузимање". Нона Паркер-Џонсон је напустила серију на крају сезоне.

## Улоге

### Главне
- Кристофер Мелони као Елиот Стаблер
- Данијел Мон Труит као Ајана Бел
- Тамара Тејлор као Анђела Витли (епизоде 1, 9−14)
- Енсли Сигер као Џет Слутмејкерс
- Дилан Мекдермот као Ричард Витли (епизоде 1, 9−14)
- Нона Паркер-Џонсон као Кармен Рајли (епизоде 15−22)

### Епизодне
- Нона Паркер-Џонсон као Кармен Рајли (епизоде 1−4, 6−8, 10, 12, 14)

## Епизоде
| Бр. у серији | Бр. у сезони | Наслов                        | Редитељ         | Сценариста                           | Премијерно емитовање | Прод. код | Гледаоци у САД (милиони) |
| --- | ------------ | ----------------------------- | --------------- | ------------------------------------ | -------------------- | --------- | ------------------------ |
| 9 | 1            | "Човек без идентитета"        | Бетани Руни     | Ајлин Чејкин и Кимберли Ен Харисон   | 23. септембар 2021.  | 201       | 4.18                     |
| Стаблер ради на тајном задатку као бивши затвореник Еди "Пепео" Вагнер у оквиру албанске мафије која намерава да преузму трговину кокаином у Њујорку. Са друге стране, Ричард Витли има још само једну препреку да прескочи пре него што буде пуштен из затвора док се Анђела Витли опоравља од Моралесовог покушаја тровања. |              |                               |                 |                                      |                      |           |                          |
| 10 | 2            | "Нови светски поредак"        | Фред Бернер     | Никол Бити                           | 30. септембар 2021.  | 202       | 4.12                     |
| Савез између мафије Косте и Убица из Марсија намеће их Италијанима за контролу трговине дрогом и заштитом. Када су Италијани узвратили, девојка чланице Марсија Нове је убијена. Касније је откривено да је Нова Кармен Рајли, полицајка на тајном задатку која ради за Брустера у Радној скупини за наркотике. |              |                               |                 |                                      |                      |           |                          |
| 11 | 3            | "Разбојник Еди Вагнер"        | Џон Полсон      | Ерик Хејвуд                          | 30. септембар 2021.  | 203       | 4.12                     |
| Стаблер помаже Костијевом заменику Албију да се реши тела као услугу, а онда замало доживљава исту судбину када је сазнао личну тајну о Албију. Џет проналази хакера за кога сумња да је направио више блокатора на телефон који су Костини дали Стаблеру. Стаблер је дочекан на састанак са шефом Џоном Костом. |              |                               |                 |                                      |                      |           |                          |
| 12 | 4            | "За шаку лека"                | Џин де Сегонзек | Закари Рајтер                        | 7. октобар 2021.     | 204       | 3.20                     |
| Од Стаблера се тражи да се заузме за себе са другим чланом Косте да би продао свој алтер его и разбио момку нос, али сазнаје да је момак верен са шефовом ћерком. Алби је успео да помогне Елиоту да избегне казну, али шеф приморава Стаблера да заузме место повређеног члана у пљачки у кафани што је довело до тога да Елиот мора да пуца у човека који је уперио пиштољ у њега. У међувремену, Служба за борбу против организованог криминала је успела да јавно ухапси човека који је снабдевао шифроване телефоне више злочиначкних скупина, планирајући да Џетин хакер који је заробљен испоручи нове телефоне као део своје нагодбе како би избегао кривично гоњење. |              |                               |                 |                                      |                      |           |                          |
| 13 | 5            | "Добро, лоше, лепо"           | Тери Милер      | Џулијет Лашински-Ревен               | 14. октобар 2021.    | 205       | 3.32                     |
| Пошто се свидео Флутури и пронашао лажне пасоше за неколико младих Албанки у њеној кући, Елиот упозорава ОСЖ о вероватној трговини људима од стране Косте. Он добија посао са Реџијем који ради на обезбеђењу на врхунском добротворном догађају који је Флутура организовала. Белова долази као гошћа конгресмена Килбрајда док ОСЖ задаје ударац. Док се ОСЖ усељава по добијању Беловог доказа о проституцији, Елиот помаже Реџију и Флутури да побегну, а затим одлази да спасе Риту, девојку коју је упознао док је била конобарица у албанском ресторану. Флутура упозорава Албија и Косту да имају пацова. У међувремену, Елиот се бави својим сином који прави проблеме код куће. |              |                               |                 |                                      |                      |           |                          |
| 14 | 6            | "Неопростиво"                 | Моника Рејманд  | Рик Марин                            | 21. октобар 2021.    | 206       | 3.02                     |
| Елиотова маска је угрожена када је 19-годишњи син Едија Вагнера, који није видео свог оца од 6 година, дошао у град. Бел и Дениз чекају састанак са конгресменом Килбрајдом у вези са Денизиним сестрићем када је Белова видела како Нова излази из Килбрајдове пословнице са ковертом новца. Реџи има задатак да убије политичара који је прозвао Косту на телевизији, али уместо тога убија политичареву жену. |              |                               |                 |                                      |                      |           |                          |
| 15 | 7            | "Преварант високих размера"   | Алекс Хол       | Кимберли Ен Харисон                  | 4. новембар 2021.    | 207       | 3.25                     |
| Након хапшења Реџија Богданија, Белова и Брустер га испитују како би покушали да га окрену против породице. Елиот открива Реџију свој прави идентитет што га је наљутило. Стаблер сведочи пред великом поротом да их натера да оптуже чланове Костине организације. Стаблер се враћа тајно у КО и сазнаје да Џон Коста жели Реџија мртвог. Стаблер затим Реџију пушта звучни запис тога што га је натерало да се окрене против породице и он сведочи пред великом поротом. Међутим, Реџиејева мајка је успела да пренесе Албијеву поруку. Велика порота подиже оптужнице против чланова КО-а, што доводи до тога да полиција Њујорка упада у њихов ресторан и кафане. Детективка Ванеса Чо и неколико полицајаца њујоршке полиције упадају у дом Џона Косте само и откривају да он није тамо (али његова ћерка и њен дечко јесу), а Стаблер и Белова упадају у дом Брискуових. |              |                               |                 |                                      |                      |           |                          |
| 16 | 8            | "Пепео пепелу"                | Џин де Сегонзек | Кимберли Ен Харисон и Кетрин Бити    | 11. новембар 2021.   | 208       | 3.04                     |
| Екипа прати Косту и Албија до боксерске теретане која им представља посао. КО диже зграду у ваздух и убија сина правог Едија Вагнера и бежи кроз тунел. Коста је ухваћен прво у покушају да побегне у колима хитне помоћи док је Алби касније ухваћен упркос томе што је Флутура покушавала да га упозори. КО је званично оптужен, као и Агнес Богдани пошто је екипа пронашла убијеног судског извештача. Реџи Богдани улази у заштиту сведока. Белова се састаје са Кармен Рајли („Новом“), која је унапређена у потпредседницу у Убицама из Марсија. Рајлијева потврђује да је конгресмен Килбрајд био на састанку на ком је донета одлука, а Килбрајд се хвалио да „развија везу“ са неким из Службе за борбу против организованог криминала. |              |                               |                 |                                      |                      |           |                          |
| 17 | 9            | "Божићна"                     | Фред Бернер     | Закари Рајтер и Рик Марин            | 9. децембар 2021.    | 209       | 3.50                     |
| Ели Стаблер упознаје жену на шеталишту у Новом Џерзију и одлази са њом у стан где пију текилу и лекове његове баке. Ели се сутрадан буди и проналази девојку мртву, а полиција Новог Џерзија мора да га наговори да не скочи са моста, док Елиот и Оливија Бенсон крећу на лице места. Џет помаже Елиоту да сазна да је жену заправо убио мафијашки убица са намером да смести Ели. Када је убица открио да је плаћен у кибер валути која је повезана са Ричардом Витлијем, Елиот се суочава са Витлијем у затвору. Ричард му је рекао да је једина особа са шифрама његове валуте његова ћерка Дејна. Елиот посећује Анђелу Витли која пориче да зна где је Дејна, али је касније приказано како крије своју ћерку. У међувремену, Рафаел Барба говори да тужилаштву нема довољно јак случај против Ричарда и пуштају га из затвора. Барба такође одбија по други пут Витлијеву понуду да постане његов главни заступник. |              |                               |                 |                                      |                      |           |                          |
| 18 | 10           | "Непријатељ"                  | Џим Мекеј       | Ерик Хејвуд и Џулијет Лашински-Ревен | 6. јануар 2022.      | 210       | 3.31                     |
| Кибер напад омогућава озлоглашеном хакеру Себастијану Меклејну познатом као "Константин" да побегне из затвора. Меклејн је пројектовао хаковање владине агенције у Вашингтону због чега је радник обезбеђења остао закључан у трезору због чега се угушио. Витли излази из затвора уз споразум да ће сарађивати са ФБИ-јем. Лично се заклиње да ће обновити своје злочиначко царство и показало се да стоји иза плана који је покренуо Меклејн. Меклејн је доведен у Витлијев дом, а Ричард разговара о својим плановима за њега. Од Витлија се тражи да помогне Служби за борбу против организованог криминала у тренутном кибер нападу. Елиот је сигуран да је Витли стајао иза напада у циљу свог пуштања и да изгледа да у потпуности сарађује са органима реда. Са друге стране, конгресмен Килбрајд бива уплетен у грађевинску исплату, а Рајлијева о томе извештава Ајану. |              |                               |                 |                                      |                      |           |                          |
| 19 | 11           | "Што је Нотингем Робину Худу" | Алекс Хол       | Кимберли Ен Харисон и Никол Бити     | 13. јануар 2022.     | 211       | 3.25                     |
| Меклејн одбија да ради са Витлијем рекавши да је имао само један разлог да изађе из затвора који је откривен када је ископао 200.000 долара у готовини и покушао да отвори банковни рачун за ћерку покојног чувара. Меклејн пристаје да се преда ФБИ-ју пошто је рекао удовици чувара за рачун. Међутим, Витлијеви људи глуме агенте ФБИ-ја, купе Меклејна и враћају га у Витлијеву кућу. У међувремену, Меклејнови одани следбеници почињу да праве рачунарске грешке које изазивају расуло у целом граду. Витли се руга Елиоту и плаши његову мајку. Елиот проналази Витлија и говори му да ће га лично убити и закопати тело ако буде поново прети његовој породици. Витли касније помаже гувернеру Њујорка Тедију Гарцсији око хаковања и упозорава га да опседнутост њиме Елиота Стаблера чини непоузданим. |              |                               |                 |                                      |                      |           |                          |
| 20 | 12           | "То је Јаго Отелу"            | Фред Бернер     | Рик Марин                            | 20. јануар 2022.     | 212       | 3.22                     |
| Елиот брине о новом мушкарцу у животу своје мајке. Витли и невољни Меклејн стоје иза хаковања савезног финансијског састава. Откривено је да је Витли то урадио да би узнемирио тржишта и испитао воде пре него што је касније урадио нешто много злокобније. Служба за борбу против организованог криминала надгледа Витлијев дом и сазнаје да је опседнут не само да поврати своје богатство, већ и да се помири са Анђелом. Гувернер Гарсија дели забринутост због Стаблеровог психичког стања са Ајаном. Стаблер позива Анђелу на оброк и показује наклоност знајући да Витли гледа. Витли напада своју бившу жену, а Меклејн је немоћан да то спречи. Меклејн касније говори Служби за борбу против организованог криминала да намерно оставља дигитални отисак. Џет проналази лозинку да би дошли до Витлијевих датотека за које се испоставља да је датум убиства Кети Стаблер. Бесан, Елиот напада Витлија у лифту. Окрвављени Витли се смеје и каже да ће увек живети у Стаблеровој глави. Откривено је да Мајлс, нови човек у животу Бернадет Стаблер, ради за Витлија. |              |                               |                 |                                      |                      |           |                          |
| 21 | 13           | "Што је Хубрис Едипу"         | Стивен Сурџик   | Ејми Хигинс и Закари Рајтер          | 24. фебруар 2022.    | 213       | 3.48                     |
| Витли поново осваја Меклејна и повезује га са Анђелом. Он приморава Меклејна да окупи своје следбенике и натера их да спроведу његове злокобне планове. Елиот је на тајном задатку као један од Меклејнових следбеника и сазнаје да ће скупина поставити бомбе у пет симболичних делова града (нпр. финансије, здравство, полиција). Служба за боребу против организованог криминала спашава Меклејна пошто га је Витли оставио да умре (ослободивши и узевши Анђелу). Оперативна скупина сазнаје да је пет бомби одвраћање пажње од Витлијеве праве мете: он преузима главну електрану и хакује њене саставе како би цео град држао као таоце. |              |                               |                 |                                      |                      |           |                          |
| 22 | 14           | "То је Витли Стаблеру"        | Сара Бојд       | Ајлин Чејкин и Кимберли Ен Харисон   | 3. март 2022.        | 214       | 3.16                     |
| Витли гаси струју у целом граду и поставља неколико захтева, међу којима су и лет на Карибе и састанак са Елиотом Стаблером. Док Радна скупина и други органи реда покушавају да схвате како да приступе електрани и ухвате Витлија без изазивања веће пустоши, Меклејн помаже Џету и Малакију да активирају застарело резервно постројење да покушају да врате струју у Њујорк. Витли наговара Елиота да призна у преносу уживо да је побио десеторо грађана док је био на дужности између осталих признања. Витли на крају покушава да наведе Стаблера да каже да је лагао да је он убио Кети што Елиот одбија да уради, али до тада су Џет и Малаки успешно вратили струју. Витли бежи у ваздушну луку са Анђелом пошто је открио да је отео Елиотову мајку. Али пошто је Бернадет пронађена, а Витлијева претња уклоњена, полиција прати његова кола. Схвативши њихову судбину, Анђела усмерава кола преко литице у реку. Ајана касније потврђује да су Анђелу пронашли мртву, али нису могли да пронађу Витлијево тело. |              |                               |                 |                                      |                      |           |                          |
| 23 | 15           | "Преузимање"                  | Џон Полсон      | Ерик Хејвуд                          | 10. март 2022.       | 215       | 3.11                     |
| Стаблер је удаљен са дужности због чега је морао да преда оружје, а затим се касније посвађао са Ајаном јер му је МУП „окренуо леђа“, али се убрзо открило да је удаљење са дужности варка како би се убацио у клан прљавих полицајаца који раде за његовог старог колегу Френка Донелија. Стаблер се умешао у рацију на нарко-кућу са Донелијем при чему полицајци краду новац од дроге. Донели је тада морао да одустане када је откривено да је дрога повезана са Убицама из Марсија. Стаблерове сумње су потврђене: Донелијев клан полицајаца има споразум са Убицама из Марсија. У међувремену, Новин положај у Убицама из Марсија је још више подигнут пошто њу други Вебови потпредседници сада извештавају. Откривено је да Нова има брата, баптистичког свештеника, који не зна да је она полицајка. Веб и његова жена су тамо били на богослужењу и видели Нову како грли свог брата. |              |                               |                 |                                      |                      |           |                          |
| 24 | 16           | "Оружје и руже"               | Џин де Сегонзек | Џулијет Лашински-Ревен               | 17. март 2022.       | 216       | 3.43                     |
| Заступник и проститутка којој је покушавао да помогне су побијени. Подпредседник Убица из Марсија Хјуго покушао је да упозори заступника. Ајана ставља Хјуга на списак осумњичених, али Нова наваљује да он није био стрелац. Стаблер је распоређен у Донелијеву испоставу. Тамошњи капетан Дарнел није срећан што има Стаблера и ставља га на дежурство. Међутим, Донели изводи Стаблера на ноћ да изврши рацију у лабораторији за метамфетамин. Лабораторијски радници су обавештени и одлазе са дрогом, али Донелијева екипа проналази залихе оружја које могу да продају. Усамљени преварант који је остао позади пуца на Стаблера, али Донели скаче испред и прима метак у свој панцир. Капетан Дарнел је љут што је Стаблер изашао са активним полицајцима и каже да планира да му да отказ. Донели задужује полицајца Ван Аллера за продају оружја, а Елиот сазнаје да Ван Алер стоји иза убиства проститутке. Ван Аллер признаје Стаблеру да ће БУК ускоро бити свуда око њега. Док Елиот је одлазио у кафану на пиће, Ван Алер се убија. Веб пред Новом кажњава Хјуга због покушаја да заштити заступника за кога каже да му је стари друг. Дарнел каже да му "неко одозго" не би дозволио да пуца на Стаблера, даје Стаблеру пиштољ и упозорава га на исте одозго. |              |                               |                 |                                      |                      |           |                          |
| 25 | 17           | "Не могу да престанем"        | Џонатан Браун   | Кимберли Ен Харисон и Ејми хигинс    | 7. април 2022.       | 217       | 2.98                     |
| Нова ПОТ позива радну скупину да преокрене неког од чланова Братства. Стаблер се распитује како је његов отац добио борбени крст. Елиот и Сантос раде на замени драгуља милионеру, а онда се Донели неочекивано појавио. Донели се претвара да је милионеров возач и убија га јер је желео да оде у полицију. Сантос бива ухапшен испред своје куће због својих акција са Братством. Елиот посећује свог бившег капетана Крејгена да га испита о свом оцу. |              |                               |                 |                                      |                      |           |                          |
| 26 | 18           | "Промена игре"                | Џон Полсон      | Рик Марин                            | 14. април 2022.      | 218       | 3.15                     |
| Донели и његова супруга чекају бебу, а Братство се распитује код Донелија о Стаблеру. Стаблер и Донели раде са Вебом на проналажењу несталог случаја уметничког дела испуњеног противзакинитим оружјем. Стаблер покушава да убеди Сантоса да сруше Братство. Донели плаћа јемство када су он и Стаблер морали да узму оружје из складишта. Када је Стаблер отишао да провери Донелија, његовој жени су кренули трудови па је морао да је одвезе у болницу. Стаблер враћа оружје Вебу чиме му се приближио. Стаблер гледа старе породичне видео записе. |              |                               |                 |                                      |                      |           |                          |
| 27 | 19           | "Мртви председници"           | Роб Џ. Гринли   | Закари Рајтер                        | 28. април 2022.      | 219       | 3.18                     |
| Веб поново ангажује Стејблера и Донелија да открију ко му је покрао милионе. Веб мисли да је новац у кући Руџера Улриха па Стаблер унајмљује Малакија да му провали у трезор. Стаблер, Донели и Малаки не налазе ништа у трезору. Истрага се наставља када је изнајмљени комби који је украо новац стављен на Стаблерово име, Новин брат Дерик Рајли купује пиштољ да убије Престона Веба, а Ајанина жена тражи посао код конгресмена Килбрајда. Стаблер такође испитује очевог старог ортака о томе шта се догодило када је његов отац добио борбени крст. |              |                               |                 |                                      |                      |           |                          |
| 28 | 20           | "Нестала"                     | Шери Новлан     | Џулијет Лашински-Ревен               | 5. мај 2022.         | 220       | 4.08                     |
| Стаблер мора да се удружи са Бенсоновом и ОСЖ пошто је Сантова ћерка отета. Белова и њена јединица истражују Престона Веба док Стаблер истражује Братство. Донели даје новац Сантосовој жени да јој помогне да плати откупнину. Стаблер сазнаје да је Донели својој беби дао име по њему. Стаблер и Бенсонова проналазе Сантосову ћерку преко пута музеја у Краљичином. Стаблер сазнаје да новац који је Донели донео у кућу Сантосове жене има исте низне бројеве као новац који је украден Вебу. |              |                               |                 |                                      |                      |           |                          |
| 29 | 21           | "Улице гледају"               | Шерон Луис      | Ерика Мишел Батлер                   | 12. мај 2022.        | 221       | 3.16                     |
| Стаблер и Белова сазнају од Нове да је Стаблеру изречена претња преко Убица из Марсија. Стаблер испитује Донелија о томе да се изнајмљени комби ставља на његово име. Стаблер бива рањен испред свог стана и сазнаје да је убица била жена и да је веома вешта. Донели објављује да напушта Братство и предаје скупину Стаблеру. Касније је Стаблер појурио убицу, али му је побегла. Дерик је покушао да убије Веба, али га је Нова упуцала у ногу. Стаблер је успео да скине убицу када је поново покушала да га убије у његовом стану. Стаблер сазнаје да је његов отац био покварен и да га је његов ортак ранио да би изгледало као да је први пуцао починилац. |              |                               |                 |                                      |                      |           |                          |
| 30 | 22           | "Пријатељ или непријатељ"     | Кен Ђироти      | Рик Марин и Бери О’Брајен            | 19. мај 2022.        | 222       | 3.37                     |
| Стаблер посећује Хансена који заузврат зове Донелија и говори му да је Стаблер полицајац на тајном задатку. Заузврат, Донели напада Стаблера. У међувремену, Престон Веб је нестао, а Касандра је забринута. Донели говори Стаблеру да зна где је Веб, али је то намештаљка да се Стаблер убије. Спашава га панцир. У међувремену, радна скупина хапси конгресмена Килбрајда, а Дениз љута на Ајану због тога. Стаблер почиње да руши цело Братство, једног по једног човека, јер мисле да је мртав. Он окупља све осим Донелија. Престон Веб је пронађен мртав у Гованушком каналу, а Донели је нестао. Касандра бива ухапшена пошто је радна скупина сазнала да је она наредила Стаблерово убиство. У међувремену, Стаблер проналази Донелија и јури га по целом граду. Заустављају се на железничкој прузи где Донели извршава самоубиство да не би био ухапшен. Ајана сазнаје да ју је Дениз оставила након догађаја са Килбрајдом. Стаблер се извињава оцу клинца којег је његов отац упуцао и објаснио му зашто је његов отац добио крст. Стаблер добија Борбени крст, а на прославу су дошли пријатељи и породица. Нова и Дерик су напустили Њујорк када су сазнали да је Престон Веб мртав.                                                                          |              |                               |                 |                                      |                      |           |                          |

## Напомена
1. ↑  Епизода "Нови светски поредак" је наставак епизоде "Ја сам мислио да си на мојој страни" Одељења за специјалне жртве.
2. ↑  Епизода "Разбојник Еди Вагнер" је завршетак епизоде "Ја сам мислио да си на мојој страни" Одељења за специјалне жртве.
3. ↑  Епизода "Добро, лоше, лепо" је наставак епизоде "Брза времена у Точку" Одељења за специјалне жртве.
4. ↑  Епизода "Божићна" је наставак епизоде "Тужилаштво против Ричарда Витлија" Одељења за специјалне жртве.
5. ↑  Епизода "Преузимање" је унакрсна епизода са Одељењем за специјалне жртве.
6. ↑  Епизода "Не могу да престанем" је унакрсна епизода са серијом Ред и закон.
7. ↑  Епизода "Нестала" је наставак епизоде "Да ли верујете у чуда?" Одељења за специјалне жртве.
8. ↑  Епизода "Пријатељ или непријатељ" је унакрсна епизода са серијом Ред и закон.